# تانک کا۱-۸۸
کا۱ (به انگلیسی: K1)؛ تانک اصلی میدان نبرد کره جنوبی است که توسط نیروی زرهی جمهوری کره استفاده می‌شود. این تانک توسط شرکت هیوندای روتم ساخته و توسعه داده شده‌است.
طراحی این تانک تقریباً مشابه تانک ام۱ آبرامز می‌باشد.